# Poachelas montanus
Poachelas montanus là một loài nhện trong họ Trachelidae.
Loài này thuộc chi Poachelas. Poachelas montanus được miêu tả năm 2008 bởi Haddad & Lyle.